# Ravanoa
Ravanoa is een geslacht van vlinders uit de familie van de grasmotten (Crambidae). De wetenschappelijke naam van dit geslacht is voor het eerst voorgesteld door Frederic Moore in een publicatie uit 1885.

## Soorten
- R. bilineolalis (Walker, 1866)
- R. xiphialis (Walker, 1859)